# 多梅廷根
多梅廷根是德国巴登-符腾堡州的一个市镇。总面积6.55平方公里，总人口1031人，其中男性526人，女性505人（2011年12月31日），人口密度157人/平方公里。